# Claire Underwood
Claire Hale Underwood és un personatge fictici de la sèrie House of Cards, representat per Robin Wright. Es tracta de la dona del protagonista de la sèrie, Frank Underwood. Claire és una lobbista que porta una organització sense ànim de lucre pel medi ambient, però que en temporades futures acabarà sent segona i primera dama dels Estats Units, ambaixadora dels Estats Units en les Nacions Unides, vicepresidenta dels Estats Units i finalment la 47a presidenta dels Estats Units. Underwood fa la seva primera aparició en l'episodi pilot de la sèrie. El personatge es basa en Elizabeth Urquhart, un personatge de la sèrie britànica epònima de què dericva la sèrie americana. A diferència del personatge original, Claire té els seus propis fils narratius.
El personatge ha estat aclamat per la crítica. Wright va guanyar el Globus d'Or a la millor actriu en sèrie de televisió dramàtica pel seu paper en la 71a cerimònia, convertint-se en la primera guanyadora d'un Globus d'Or per una personatge d'una sèrie emesa únicament per Web TV. Va estar nominada al Primetime Emmy a la millor actriu en sèrie dramàtica pel seu paper a en les cerimònies 66a, 67a, 68a, 69a i 70a.

## Descripció del personatge
Claire Hale Underwood és originària de l'exclusiu Highland Park (Texas), un enclavament de Dallas. El seu pare havia estat un important republicà. Quan era al Radcliffe College a Cambridge, va conèixer Francis J. Underwood, un estudiant de dret de Harvard provinent de South Carolina. Ella prové d'una família rica, i la sèrie la mostra com una "Dallas Debutante" i una "Lily White". Ella recorda quan el seu pare la duia a la Dealey Plaza, on John F. Kennedy va ser assassinat, i que la feia sentir "tan trista, tan enfadada". Claire té una relació difícil amb la seva mare, Elizabeth Hale (Ellen Burstyn), que menysprea en Frank i està decebuda amb la seva filla per haver-s'hi casat. En la segona temporada, Underwood explica en una entrevista de transmissió nacional que Dalton McGinnis ara un general d'alt rang, la va violar durant l'etapa universitària.
Brian Stelter de The New York Times la va descriure com la dona connivent de Frank Underwood. i va descriure els Underwood com "els intrigants marit i muller del centre de 'House of Cards'". Ella és la dona "a qui res l'aturarà per conquerir-ho tot". Hans Stuever de The Washington Post la descriu com la "dona reina del gel". Sarah Hughes de The Independent fa eco d'aquesta descripció, dient que Claire està tan dedicada als projectes de parella que és clar que els executarà ella mateixa si Frank vacil·la. A partir de la temporada 4, Robin Wright va afirmar que creia que Claire Underwood era igual d'important que Frank Underwood i va demanar que se li pagués el mateix per la seva actuació. Netflix ho va acceptar.

### Relació amb Frank
Mentre que Frank és maquiavèlic, la Claire presenta una dona empenyent en l'asserció del seu marit pel poder, en una imatge de Lady Macbeth. Ella l'anima en els seus vicis mostrant-li el seu rebuig en els seus moments dèbils, dient per exemple: "El meu marit no demana disculpes... ni tan sols a mi." Això dona credibilitat a llur simbiosi.
Willimon menciona que "El que és extraordinari entre Frank i Claire és que hi ha un amor profund i respecte mutu, però la manera com ho obtenen és actuant en un marc de regles completament diferent al que la resta estem acostumats.
Nancy deWolf Smith, de The Wall Street Journal descriu Claire com "una rossa de cabell curt que aconsegueix ser masculina i desmasculinitzada alhora." Smith descriu la seva relació amb Frank com essencial per a la sèrie: "Malgrat que puguin semblar bons - i és llur aire inofensiu el que fa als Underwood tan efectius com a conspiradors polítics - es tracta d'una parella que té la mateixa química que les parelles d'assassins en sèrie, en què cadascuna de les parts necessita l'altre per esdevenir letal".

## Crítica
L'actuació de Wright es descriu com "matisat i convincent". La Claire té una "elegància freda" però el paper de "dama règia i freda" es va suavitzant al llarg de la primera temporada segons Laura Bennet de The New Republic. Wright actua en el seu paper "amb una fredor gairebé aterridora". Com a parella, es diu que Frank i Claire "reverberen amb tensió i enginy". Michael Dobbs, que va escriure la trilogia de les novel·les en què es basa la sèrie britànica, compara la naturalesa convincent de la relació entre Frank i Claire favorable als personatges originals de House of Cards i els relaciona amb lord i lady Macbeth. No és l'únic a dir-ho. En la segona temporada es manté "igualment dura". Malgrat que s'ha suggerit el contrari, Wright insisteix que el personatge no està basat en Hillary Clinton.

### Premis i nominacions
El 18 de juliol de 2013, Netflix va obtenir les seves primeres nominacions als Premis Emmy per sèries emeses únicament per internet en la 65a edició. Tres de les seves sèries, Arrested Development, Hemlock Grove i House of Cards van aconseguir nominacions. Entre aquestes nominacions hi havia l'actuació de Claire Underwood de Wright, que optava al Primetime Emmy a la millor actriu en sèrie dramàtica, així com l'actuació de Kevin Spacey com a Francis Underwood, que optava al Primetime Emmy al millor actor en sèrie dramàtica. També l'actuació de Jason Bateman com a Michael Bluth a Arrested Development pel Primetime Emmy al millor actor en sèrie còmica, sent aquests tres els primers nominats a un premi Emmy per sèries emeses únicament per internet. El paper també va guanyar el premi Globus d'Or a la millor actriu en sèrie de televisió dramàtica en la 71a cerimònia, el 12 de gener de 2014. En fer-ho, es va convertir en la primera actriu a guanyar un Premis Globus d'Or per una sèrie emesa únicament per internet.
Per la segona temporada, Wright va estar nominada al Premi de la Crítica Televisiva a la millor actriu en sèrie de drama, en la 4a edició dels premis. A més, va tornar a estar nominada a l'Emmy a la millor actriu en sèrie dramàtica en la 66a edició i com a millor actriu en una sèrie televisiva de drama en els Globus d'Or del 2015. Va ser nominada tant per al Premi del Sindicat d'Actors a la millor actriu de televisió en la categoria de drama com al Premi del Sindicat d'actors al millor repartiment en la categoria de drama en els Premis del Sindicat d'actors de 2015.
En la tercera temporada, va estar nominada un altre cop a l'Emmy a la millor actriu en sèrie dramàtica en la 67a edició, al Globus d'Or a la millor actriu en una sèrie dramàtica, així com al Premi del Sindicat d'Actors a la millor actriu de televisió en la categoria de drama i al Premi del Sindicat d'actors al millor repartiment en la categoria de drama en els Premis del Sindicat d'actors de 2015.
La seva actuació en la quarta temporada li va fer guanyar una altra nominació a l'Emmy a la millor actriu en sèrie dramàtica en la 68a edició.
L'actuació de Wright en la cinquena temporada la va fer guanyar la seva cinquena nominació a l'Emmy en la 69a edició dels premis.